# NGC 356
NGC 356 é uma galáxia espiral (Sbc) localizada na direcção da constelação de Cetus. Possui uma declinação de -06° 59' 17" e uma ascensão recta de 1 horas, 03 minutos e 07,0 segundos.
A galáxia NGC 356 foi descoberta em 27 de Setembro de 1864 por Albert Marth.